# Susahab
Susahab (en persa:سوسهاب, transliterado:Sūsahāb, también conocida como Susava) es un pueblo en el condado Khalkhal de la provincia de Ardebil, Irán. Se cree que este nombre se debe a muchos manantiales que existe allí. Su área es de 14 km² y su población total es de 552 personas (2011), siendo 277 mujeres y 275 hombres.
Debido a su geografía, el pueblo es uno de los destinos turísticos de la región. Las personas buscan actividades al aire libre como escalar el pico Agh-Dagh, la montaña más alta del condado con sus 3319 metros.